# Distrikt Ilo
Der Distrikt Ilo liegt in der Provinz Ilo der Region Moquegua im Südwesten von Peru. Der Distrikt hat eine Fläche von 295,6 km². Beim Zensus 2017 lebten 66.479 Einwohner im Distrikt. Im Jahr 1993 lag die Einwohnerzahl bei 44.903, im Jahr 2007 bei 59.132. Die Distrikt- und Provinzverwaltungen befinden sich in der Stadt Ilo. Ilo liegt am Pazifischen Ozean im äußersten Nordwesten des Distrikts südlich der Flussmündung des Río Ilo (Río Moquegua, Río Osmore). Ilo hat gemäß dem Zensus 2017 eine Einwohnerzahl von 66.118.

## Geographische Lage
Der Distrikt Ilo erstreckt sich entlang der Pazifikküste im Süden der Provinz Ilo. Der Distrikt besitzt eine etwa 37,5 km lange Küstenlinie und reicht etwa 13 km ins Landesinnere bis an den Westrand des Küstenhochlands. Die Nationalstraße 1S (Panamericana) durchquert den Distrikt in Küstennähe. Das Klima ist arid, es dominiert Wüstenvegetation.
Der Distrikt Ilo grenzt im Nordwesten an den Distrikt Pacocha, im Norden an den Distrikt El Algarrobal sowie im Osten an den Distrikt Ite (Provinz Jorge Basadre, Region Tacna).